# 周南村
周南村（すなみむら）は、千葉県君津郡（周淮郡）にかつて存在した村である。現在の君津市の北部に位置している。
広域地名かつ方角地名であるため、現在も名をとどめているのは君津市周南地区、君津市立周南小学校などわずかである。また、旧周淮郡の南部にあるとは言いがたい位置である。

## 沿革
- 1889年（明治22年）4月1日 - 町村制施行により、宮下村、浜古村、小山野村、常代村、六手村、尾車村、大山野村、作木村、山高原村、皿引村、馬登村、草牛村が合併し、周淮郡周南村が発足。
- 1897年（明治30年）4月1日 - 周淮郡が統合されて君津郡となる。
- 1954年（昭和29年）3月31日 - 君津町、周南村、貞元村が合併し、改めて君津町を新設。
- 1970年（昭和45年）9月28日 - 君津町、上総町、小糸町、清和村、小櫃村が合併し、改めて君津町を新設。
- 1971年（昭和46年）9月1日 - 君津町が市制施行し、君津市となる。